# Savage (muzyk)
Savage, właśc. Roberto Zanetti (ur. 28 listopada 1956 w Massa we Włoszech) – włoski piosenkarz, muzyk nurtu italo disco oraz eurodance, producent muzyczny, kompozytor i biznesmen. Jako producent muzyczny używa pseudonimu Robyx. Właściciel kilku firm: Robyx Productions, Extravaganza Publishing i DWA Records.

## Działalność artystyczna
Mając 14 lat rozpoczął naukę gry na fortepianie. Pierwsze kroki stawiał z zespołem Taxi, w którym gitarzystą był Zucchero. Tworzył dla wielu gwiazd gatunku italo disco, ale również jako producent Robyx był pionierem włoskiej odmiany muzyki eurodance – italodance. Pisał przeboje dla Radioramy, Double You, Corony. Wypromował znanego w latach 90. rapera Ice MC, dla którego również tworzył kompozycje. W latach 90. dzięki niemu ogromny sukces odniosła Alexia zarówno piosenką „Uh la la la” jak i promowanym przez ten utwór albumem. W 2001 wrócił do współpracy z dawnym przyjacielem, Zucchero. Wynikiem był utwór „Sexy Thing (Baila)”, który także odniósł światowy sukces.

## Zanetti jako piosenkarz (Savage)
Pod koniec 1983 rozpoczął nagrywanie utworów pod pseudonimem Savage. Jego debiutancki singel „Don’t Cry Tonight” stał się hitem w Europie. W tym samym roku nagrał „Only You”. Jego pierwszy album Tonight był sukcesem, pochodziły z niego takie utwory jak: „Radio”, „Love Again”, „Tonight”, „Fugitive”. W 1989 nagrał „I Just Died In Your Arms Tonight” (Hi-NRG, remiks utworu zespołu Cutting Crew). W tym samym roku wydał album z największymi hitami i wystąpił w Sopocie. W 1994 wydał „Strangelove” – album kompilacyjny zawierający szereg remiksów jego starszych utworów i czterech mieszanek „Strangelove” (skomponowana przez Depeche Mode). Ostatnim singlem tego okresu Savage’a był „Don’t You Want Me”, który pojawił się w jego własnej wytwórni Dance World Atak Records (DWA) w 1994. Ten utwór nie pochodzi z albumu „Strangelove”.
W sierpniu 1989 roku, wystąpił na Festiwalu w Sopocie, gdzie zaśpiewał przeboje „Only You”, „Goodbye”, „I’m Losing You”, „Don’t Cry Tonight”. W lipcu 2009 Savage wystąpił na jednej scenie z gwiazdami disco polo na ostródzkim festiwalu muzyki tanecznej, gdzie odebrał nagrodę za całokształt działalności artystycznej.
W październiku 2009 ukazał się singel „Twothousandnine”.
22 września 2012 roku Savage wystąpił na 15 urodzinach Radia Złote Przeboje. Koncert odbył się w warszawskiej hali Torwar. Podczas tej imprezy na scenie wystąpili również: Fancy, Boney M., Sandra i Krzysztof Krawczyk.
7 września 2019 roku Savage wystąpił w Lublinie na Pop Arena 80's Festival. Wystąpili wówczas również: Fancy, Joy, C.C. Catch, Sandra oraz Thomas Anders & Modern Talking Band. W 2020 roku wydał nowy singiel „I Love You”, który 16 lutego 2020 roku zadebiutował na 26. miejscu listy przebojów Polskiego Radia PiK, po tygodniu utwór został nr 1. Do tej pory wygrał 5 notowań z rzędu.

## Dyskografia

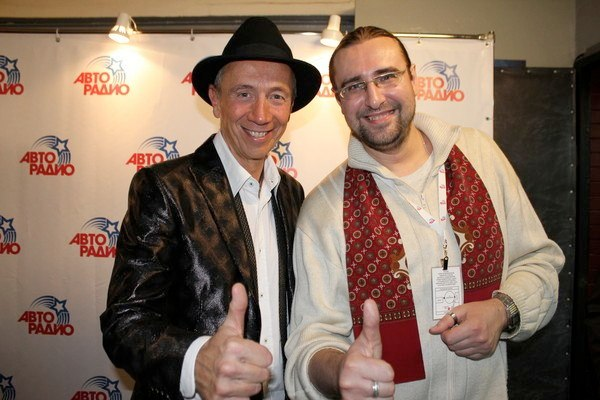
Savage na koncercie w Rosji

### Single
- 1983 – Don’t Cry Tonight
- 1984 – Only You
- 1984 – Radio / A Love Again
- 1985 – A Love Again (Special Remix) / Fugitive
- 1985 – Time
- 1986 – Love Is Death
- 1986 – Celebrate
- 1988 – I’m Loosing You
- 1988 – So Close
- 1989 – Don’t Cry Tonight (’89 Version)
- 1989 – Good–Bye
- 1989 – I Just Died In Your Arms
- 1990 – Don't Leave Me
- 1993 – Something and Strangelove
- 1994 – Don’t You Want Me
- 2009 – Twothousandnine
- 2020 – I Love You
- 2020 – Italodisco
- 2020 – Where Is The Freedom
- 2020 – Lonely Night

### Albumy
- 1984 – Tonight
- 2010 – Ten Years Ago
- 2020 – Love and Rain

### Kompilacje i inne wydawnictwa
- 1986 – Capsicum
- 1987 – Maxisingles
- 1989 – Goodbye
- 1994 – Strangelove
- 1994 – 12" Remixes Vol.1
- 1994 – 12" Remixes Vol.2
- 1994 – Dont’t Cry – Greatest Hits
- 1994 – Savage
- 1994 – Gold
- 1997 – Greatest Hits And More
- 2001 – Discomania
- 2005 – I Love Savage